# Satyrus neustetteri
Satyrus neustetteri är en fjärilsart som beskrevs av Karl Schawerda 1909. Satyrus neustetteri ingår i släktet Satyrus och familjen praktfjärilar. Inga underarter finns listade.